# Diego Echegoyen Rivera
Diego Echegoyen Rivera (nacido, el 20 de julio de 1982 en la Ciudad de Santa María Ostuma, El Salvador) es un Emprendedor Social, autor y editor de diversas publicaciones, reconocido por el Banco Interamericano de Desarrollo, el Senado del Estado de California y el Rey de España como un emprendedor y líder de su país.

## Reseña biográfica

### Nacimiento e infancia
Diego Echegoyen nació el 20 de junio de 1982 en el municipio de Santa María Ostuma, en el Departamento de la Paz.

### Comienzos
Desde los 14 años ha participado en diversos proyectos e iniciativas en materia de juventud. Desde muy temprana edad ha formado parte de encuentros internacionales de líderes jóvenes alrededor del mundo, como el  encuentro "Europe, Youth and Globalisation" del Consejo de Europa (Estrasburgo, 2004), Foro de Doha, Global Youth Leadership Forum y diferentes Cumbres de Jefes de Estado y de Gobierno.

### Siguiente etapa
Ha sido curador en concursos de proyectos sociales formulados por jóvenes en América Latina.
En el año 2011 fue seleccionado como una de las 34 mentes influyentes de Iberoamérica sobre juventud, colaborando junto a Alicia Bárcena, Juan Ramón de la Fuente, Pilar Álvarez Laso y José Narro Robles en la Publicación “Iberoamérica Más Joven que Nunca”. Esta publicación fue auspiciada por la Comisión Económica para América Latina y el Caribe (CEPAL), la Universidad Nacional Autónoma de México (UNAM) y la Secretaría General Iberoamericana (SEGIB)
De 2014 a 2015 fungió como Director Ejecutivo del Instituto Municipal de la Juventud del Municipio de San Salvador desde donde respaldó importantes iniciativas tales como la elección de San Salvador como Sede Regional de la competición internacional Jóvenes Innovadores Menores de 35 años (TR35) del Instituto tecnológico de Massachusetts (MIT) y el Banco Interamericano de Desarrollo (BID), la designación de la capital salvadoreña con la Presidencia del Comité Sectorial de Juventud de la Unión de Ciudades Capitales de Iberoamérica, UCCI.
En abril de 2015 participó en calidad de Presidente del VII Comité Sectorial de Juventud de la Unión de Ciudades Capitales Iberoamericanas (UCCI) en la ciudad de Cádiz, España. En este evento participaron los Responsables de Juventud de las ciudades capitales de los 22 países iberoamericanos.
En este evento presentó una iniciativa – posteriormente aprobada- para que en el acta final del VII Comité se incluyera un apoyo expreso a la Campaña Internacional impulsada por el Gobierno de España y la Sociedad Civil española para que la Asamblea General de las Naciones Unidas nombre la Década del Empleo Juvenil desde el año 2016 al 2025, una iniciativa internacional, cuyo objetivo prioritario es situar el empleo juvenil en la Agenda Global del Desarrollo Humano.
Diego Echegoyen es fellow de la Central American Leadership Initiative (CALI), una comunidad de líderes en la región que han sido seleccionados para participar de un programa único para desarrollar su liderazgo y aumentar su impacto positivo en la sociedad. Esta iniciativa es parte de la red global del Instituto de Aspen, con sede en Estados Unidos.

### Iniciativa El País Que Viene
En octubre de 2015 lanzó el libro "El País Que Viene: Una generación comprometida" en el cual reúne los aportes de 40 jóvenes influyentes menores de 35 años, provenientes de campos como política, deporte, empresarios, investigadores y artistas. El objetivo de esta iniciativa es inspirar a la juventud salvadoreña para que tomen su papel como actores positivos de cambio y cuenten con un ejemplo de estos 40 líderes salvadoreños. El libro cuenta con prólogos de cuatro personalidades salvadoreñas: la diputada Margarita Escobar; la Viceministra de Ciencia y Tecnología, Erlinda Hándal; el canciller de la República, Ing. Hugo Martínez y el Rector de la Universidad Dr. José Matías Delgado, UJMD, Dr. David Escobar Galindo.
En febrero de 2016 anunció que el País Que Viene se convertía en una iniciativa más allá del libro. El anuncio ocurrió durante la presentación de un ambicioso plan de trabajo de la Iniciativa El País Que Viene a la Comisión de Juventud de la Asamblea Legislativa de la República de El Salvador Archivado el 23 de septiembre de 2015 en Wayback Machine. para transmitir la filosofía del proyecto en los 262 municipios del país.

### Libro Jóvenes salvadoreños en el exterior
En mayo de 2016 anunció que la Iniciativa El País Que Viene había alcanzado un acuerdo con la cancillería salvadoreña para llevar a cabo un segundo libro titulado "El país que viene: Jóvenes en el exterior" Este libro tendrá como objetivo descubrir ideas, la visión y vinculación de los jóvenes que residen en el extranjero. Al respecto mencionó que "en el mundo hay muchos salvadoreños que destacan como empresarios, académicos, políticos y artistas". “Debemos conocer las claves de ese talento y la visión que tienen sobre nuestra nación para los siguientes años”
En febrero de 2017 fue presentado el libro "El país que viene: Jóvenes en el exterior" con la participación de un grupo representativo de los 60 autores que participaron en el proyecto. Este segundo proyecto también contó con el respaldo de importantes figuras políticas del país: la Viceministra para los Salvadoreños en el exterior, Liduvina Magarín; La excanciller, María Eugenia Brizuela de Ávila; el expresidente de la República, Armando Calderón Sol y el vicepresidente de la República, Lic. Óscar Ortiz.

### Libro Horizonte común
En enero de 2018 se realizó el lanzamiento del tercer libro, con la participación de 81 coautores presentó el libro "El país que viene: Horizonte común", brinda un retrato dibujado por la juventud salvadoreña alrededor del diálogo, el entendimiento y los acuerdos. Durante el evento de presentación ante líderes y representantes de diversos sectores y prensa, Echegoyen mencionó "No es fácil construir un horizonte en común, basado en el entendimiento y acuerdos, debido a la polarización política, por eso hay que dejar en el camino los muros y las pasiones ególatras. Hay que aceptar que no lo hemos hecho bien hasta ahora…”

### Premios y reconocimientos
- Joven Emprendedor de las Américas por el Banco Interamericano de Desarrollo (marzo de 2004)
- Global Youth in Action Awards 2004[14]
- Presidente del VII Comité Sectorial de Juventud de la Unión de Ciudades Iberoamericanas, UCCI.[15]
- Reconocimiento del Senado del Estado de California por la promoción del Pueblo Salvadoreño a través del proyecto El País Que Viene (noviembre de 2015)[16]
- Jóvenes sobresalientes del año 2015, www.mediolleno.com.sv[17]
- Premio Internacional Novia Salcedo por el Rey de España, Su Majestad Don Felipe VI.
- Condecoración como Hijo Meritísimo de la República de El Salvador,[18] por la Asamblea Legislativa de El Salvador.

## Nueva generación de escritores
Diego Echegoyen Rivera forma parte de una nueva generación de autores salvadoreños. En abril de 2021 lanzó su primera ficción, Teoría sobre una ausencia, una novela negra ambientada en Kentucky  y Veracruz, México. Con humor agrio, muestra el crucial impacto del abandono y el aislamiento en una persona. En cada uno de los ocho capítulos, el lector se sumará a las sospechas entre los habitantes del pequeño pueblo para encontrar el origen de la maldad dispersa que ha moldeado la conducta de todo el lugar por muchos años. una de las figuras más representativas de la literatura salvadoreña, Manlio Argueta escribió sobre su novela:  "Teoría sobre una ausencia es una obra novedosa de la época global que vivimos, nos hace descubrir nuevas facetas de la literatura salvadoreña acorde con una absorción cultural de universalidad, porque la historia del país nos ha hecho adaptarnos a otros ámbitos geográficos. Y aunque hay un narrador protagonista, el autor sabe desligarse de sus personajes, no se confunde con la trama y tampoco trata de llevarnos de la mano hacia las revelaciones finales."